# Destination Philippe Ébly
Destination Philippe Ébly est une monographie sur Philippe Ébly édité en avril 2007 chez Temps Impossibles.

## Contenu
Le premier tiers du livre évoque la vie de l'auteur, puis son parcours pour devenir écrivain.
Le second tiers parle de sa série la plus populaire, Les Conquérants de l'impossible, avec un pitch de chaque roman et les anecdotes s'y rapportant.
Le dernier tiers traite de la même façon ses autres séries : Les Évadés du temps et Les Patrouilleurs de l'an 4003.

## Publication
- 2007 chez l'éditeur Temps impossibles.